# 3AM (La La La)
3AM (La La La) — третий студийный альбом австралийской инди-электропоп-группы Confidence Man, вышедший 18 октября 2024 года с помощью лейбла I Oh You (дочерней компании фирмы Mushroom Group). Альбом был анонсирован 5 июня 2024 года вместе с выпуском лид-сингла «I Can’t Lose You».
В беседе с New Musical Express группа сказала: «Весь альбом очень вдохновлён Лондоном — и звуки, и тексты. Он [о] группе друзей, которые переезжают в Лондон и не знают, что происходит, — просто общее волнение от пребывания в новом месте». В беседе с Rolling Stone Australia в июне 2024 года Джанет Плэнет сказала: «Мы практически написали все песни, когда были в смятении. Мы отрывались и не спали до 9 утра, придумывая музыку, но мы заметили, что 3 часа утра — самое горячее время, когда мы были в ударе и лучшие идеи выходили наружу».

## Отзывы
| Совокупная оценка       | Совокупная оценка |
| Источник                | Оценка            |
| ----------------------- | ----------------- |
| Metacritic              | 82/100            |
| Оценки критиков         |                   |
| Источник                | Оценка            |
| Clash                   | 9/10              |
| The Guardian            | [ 7 ]             |
| NME                     | [ 8 ]             |
| Rolling Stone Australia | [ 9 ]             |

Альбом получил положительные отзывы музыкальных критиков и интернет-изданий.
Дженни Валентиш из The Guardian назвала альбом «игривым, энергичным путешествием по страницам памяти». Джеймс Дженнингс из Rolling Stone сказал: «Confidence Man всегда находились на тонкой грани между остроумной поп-музыкой и серьёзной музыкой для вечеринок, и эту формулу они усовершенствовали на своём превосходном третьем альбоме».
Гэри Райан из New Musical Express сказал: «Вдохновлённые рейв-культурой 90-х и ночной жизнью Лондона, Confidence Man на своём третьем альбоме повышают ставки на гедонизм». Робин Мюррей из Clash назвал альбом «захватывающим кусочком танцпольного девианса» и сказал: «3AM (La La La) — это Confidence Man в их самом неистовом, самом озорном и самом уверенном виде».

### Итоговые годовые списки
| Публикация/критик | Список                  | Ранг | Ссылка |
| ----------------- | ----------------------- | ---- | ------ |
| Dork              | Albums of the Year 2024 | 11   | [ 10 ] |
| MusicOMH          | Top 50 Albums of 2024   | 10   | [ 11 ] |
| NME               | 50 Best Albums of 2024  | 20   | [ 12 ] |
| Rough Trade UK    | Albums of the Year 2024 | 82   | [ 13 ] |
| Time Out          | The Best Albums of 2024 | 20   | [ 14 ] |

## Список композиций
1. «Woman» — 4:28
2. «Feels Like a Different Thing» — 3:47
3. «What I Like» — 3:23
4. «Toy Boy» — 3:30
5. «Luvin U Is Easy» — 4:24
6. «Holiday» — 4:48
7. «Trumpet Song» — 3:23
8. «Angry Girl» — 2:52
9. «Push It Up» — 3:24
10. «Kiss N Tell» — 0:54
11. «Break It Bought It» — 3:42
12. «Relieve the Pressure» — 6:09

## Чарты
| Чарт (2024)                            | Высшая позиция |
| -------------------------------------- | -------------- |
| Австралия (ARIA)                       | 40             |
| Шотландия (Scottish Albums Chart)      | 4              |
| Великобритания (UK Albums Chart)       | 9              |
| Великобритания (UK Dance Albums Chart) | 1              |